# Viba Femba
Viba Femba är en svensk musikgrupp från Uppsala bildad 1984, då under namnet Glad ton. Året därpå utökades bandet med ytterligare en medlem, vilket gjorde dem till fem, varpå de tog sitt nya namn 1986. Deras musik framförs ofta a cappella, men även med ackompanjemang av trummor och så småningom med kontrabas. 1999 tog de emot Povel Ramels Karamelodiktstipendium och har dessutom, tillsammans med Ramel, sjungit hans låt Var är tvålen, då med det nya namnet Var är hålen? i en reklamfilm för Vattenfall.

## Medlemmar
- Gunnar Axelson-Fisk
- Peter Boivie
- Henrik Ekman
- Sebastian Rilton

### Tidigare medlemmar
- Erik Lindman (tenor 1995-2016).
- Staffan Lindberg (bas 1984-2003).
- Niklas Högefjord Viba Fembas producent, som medverkade i föreställningarna Vanliga Män och Julefrid 2003-2005 (bland annat som ersättare för Staffan)
- Erik Ojala (kontrabasist som medverkade på CD:n "Om du vill ha sällskap" och i showen "Vanliga män")
- Gunnar Misgeld Viba Fembas första tenor tillika producent för de två första skivorna.
- Johan Schinkler
- Johan Jern
- Johan Pejler
- Johan Karlström

## Diskografi
- 1992 – Viba Fembas första CD
- 1994 – Alla talar svenska
- 1996 – Inga dåliga väder
- 1999 – Äventyr
- 2001 – Viba Femba önskar julefrid (CD-singel)
- 2002 – Samla alla fem
- 2004 – Om du vill ha sällskap
- 2008 – Alla sjunger lika

## Shower
- Låg ribba (1996)
- Flygande flopp (1998)
- Bubka (2001)
- Pang på pudeln med Tina Ahlin (2003)
- Julefrid (2003, 2004, 2005)
- Vanliga män (2004)
- Krypa tätt intill (2006)
- Undran inför naturen (2007)
- Vibafemba + Sven Wollter = sant (2007)
- Vibafemba + Ulla Skoog = sant (2008)
- Vibafemba + Tomas von Brömssen = sant (2009)
- En vals för Vibafemba (Premiär på Skövde stadsteater 26 nov 2010)

### Fotnoter
1. ↑  ”Karamelodiktstipendiet”. Arkiverad från originalet den 2 juni 2011. https://web.archive.org/web/20110602021534/http://www.pygme.se/karamellodikt/karamelodikt.shtml. Läst 15 juni 2011.